# اوگنی آلدونین
اوگنی آلدونین (روسی: Евгений Валерьевич Алдонин؛ زادهٔ ۲۲ ژانویهٔ ۱۹۸۰) بازیکن فوتبال اهل روسیه است.
وی همچنین برندهٔ جوایزی همچون نشان دوستی شده‌است.
از باشگاه‌هایی که در آن بازی کرده‌است می‌توان به باشگاه فوتبال ولگا نیژنی نووگورود، باشگاه فوتبال روتور ولگوگراد، باشگاه فوتبال موردوویا سارانسک، و باشگاه فوتبال زسکا مسکو اشاره کرد.
وی همچنین در تیم ملی فوتبال روسیه بازی کرده‌است.